# Idona hyalina
Idona hyalina är en insektsart som först beskrevs av Henry Fairfield Osborn 1928.  Idona hyalina ingår i släktet Idona och familjen dvärgstritar.
Artens utbredningsområde är Bolivia. Inga underarter finns listade i Catalogue of Life.